# Élections législatives de 2007 dans la Somme
Les élections législatives françaises de 2007 se déroulent les 10 et 17 juin 2007. Dans le département de la Somme, six députés sont à élire dans le cadre de six circonscriptions.

## Élus
| Circonscription | Député sortant                              | Parti | Parti | Député élu ou réélu | Parti | Parti |
| --------------- | ------------------------------------------- | ----- | ----- | ------------------- | ----- | ----- |
| 1re             | Maxime Gremetz                              |       | PCF   | Maxime Gremetz      |       | COM   |
| 2e              | Olivier Jardé suppléant de Gilles de Robien |       | UDF   | Olivier Jardé       |       | NC    |
| 3e              | Jérôme Bignon                               |       | UMP   | Jérôme Bignon       |       | UMP   |
| 4e              | Joël Hart                                   |       | UMP   | Gilbert Mathon      |       | PS    |
| 5e              | Stéphane Demilly                            |       | UDF   | Stéphane Demilly    |       | NC    |
| 6e              | Alain Gest                                  |       | UMP   | Alain Gest          |       | UMP   |

## Résultats

### Analyse
La droite domine à nouveau ces législatives (avec 40,92 %) mais la vague bleue marque un reflux par rapport à 2002. Gilbert Mathon parvient à reprendre la 4e circonscription, perdue par le PS cinq ans plus tôt, tandis que Vincent Peillon échoue à moins de 150 voix de son adversaire UMP dans la 3e. Maxime Gremetz, qui s'est présenté contre le candidat investi par le PCF dans la 1re circonscription, est un des députés de gauche les mieux élus de France au soir du second tour. Le Nouveau Centre obtient deux députés, en conservant les deux circonscriptions détenues par l'UDF depuis 2002.

### Résultats au niveau départemental
| Parti                                     | Parti                               | Premier tour | Premier tour | Second tour | Second tour | Sièges |
| Parti                                     | Parti                               | Voix         | %            | Voix        | %           | Sièges |
| ----------------------------------------- | ----------------------------------- | ------------ | ------------ | ----------- | ----------- | ------ |
|                                           | Union pour un mouvement populaire   | 57 599       | 22,86        | 70 916      | 28,18       | 2      |
|                                           | Nouveau centre                      | 45 502       | 18,06        | 54 937      | 21,83       | 2      |
|                                           | Mouvement pour la France            | 2 328        | 0,92         |             |             | 0      |
|                                           | Divers droite                       | 1 153        | 0,46         | 0           |             |        |
|                                           | Majorité présidentielle             | 106 582      | 42,29        | 125 853     | 50,01       | 4      |
|                                           |                                     |              |              |             |             |        |
|                                           | Parti socialiste                    | 67 362       | 26,73        | 107 197     | 42,59       | 1      |
|                                           | Parti communiste français dont CES  | 21 612       | 8,58         | 18 618      | 7,40        | 1      |
|                                           | Les Verts                           | 5 520        | 2,19         |             |             | 0      |
|                                           | Mouvement républicain et citoyen    | 2 015        | 0,80         | 0           |             |        |
|                                           | Parti radical de gauche             | 452          | 0,18         | 0           |             |        |
|                                           | Gauche parlementaire                | 96 961       | 38,48        | 125 815     | 49,99       | 2      |
|                                           |                                     |              |              |             |             |        |
|                                           | Front national                      | 13 903       | 5,52         |             |             | 0      |
|                                           | UDF–Mouvement démocrate             | 11 833       | 4,70         | 0           |             |        |
|                                           | Chasse, pêche, nature et traditions | 10 542       | 4,18         | 0           |             |        |
|                                           | Extrême gauche dont LCR, LO et PT   | 8 892        | 3,53         | 0           |             |        |
|                                           | Divers écologiste dont LT-LNÉ       | 1 943        | 0,77         | 0           |             |        |
|                                           | Mouvement national républicain      | 1 351        | 0,54         | 0           |             |        |
|                                           |                                     |              |              |             |             |        |
| Inscrits                                  | Inscrits                            | 411 212      | 100,00       | 411 161     | 100,00      | 6      |
| Abstentions                               | Abstentions                         | 153 230      | 37,26        | 149 676     | 36,4        |        |
| Votants                                   | Votants                             | 257 982      | 62,74        | 261 485     | 63,6        |        |
| Blancs et nuls                            | Blancs et nuls                      | 5 975        | 2,32         | 9 817       | 3,75        |        |
| Exprimés                                  | Exprimés                            | 252 007      | 97,68        | 251 668     | 96,25       |        |
| Source : Ministère de l'Intérieur - Somme |                                     |              |              |             |             |        |

### Résultats par circonscription

#### Première circonscription (Amiens-Nord)
| Candidat       | Candidat                     | Parti          | Premier tour | Premier tour | Second tour | Second tour |  |
| Candidat       | Candidat                     | Parti          | Voix         | %            | Voix        | %           |  |
| -------------- | ---------------------------- | -------------- | ------------ | ------------ | ----------- | ----------- |  |
|                | Jean-Yves Bourgois           | NC             | 8 317        | 25,83        | 12 761      | 40,67       |  |
|                | Maxime Gremetz sortant réélu | COM            | 6 782        | 21,06        | 18 618      | 59,33       |  |
|                | Farida Andasmas              | PS             | 5 060        | 15,72        |             |             |  |
|                | Jean-Claude Renaux           | PCF            | 3 737        | 11,61        |             |             |  |
|                | Olivier Mira                 | UDF–MoDem      | 1 980        | 6,15         |             |             |  |
|                | Yann Celos                   | FN             | 1 723        | 5,35         |             |             |  |
|                | Dominique Fachon             | Divers droite  | 919          | 2,85         |             |             |  |
|                | Joëlle Toutain               | CPNT           | 752          | 2,34         |             |             |  |
|                | Francis Dollé                | LCR            | 672          | 2,09         |             |             |  |
|                | Marion Lepresle              | Les Verts      | 597          | 1,85         |             |             |  |
|                | Alfreda Kassuba              | LT-LNÉ         | 365          | 1,13         |             |             |  |
|                | Bruno Paleni                 | LO             | 304          | 0,94         |             |             |  |
|                | Yves Dupille                 | MNR            | 269          | 0,84         |             |             |  |
|                | Mohamed Reziga               | Divers         | 254          | 0,79         |             |             |  |
|                | Hubert Rocque                | Divers droite  | 194          | 0,60         |             |             |  |
|                | Guy Pornet                   | Extrême gauche | 167          | 0,52         |             |             |  |
|                | Nadia Ricochon               | PT             | 106          | 0,33         |             |             |  |
|                |                              |                |              |              |             |             |  |
| Inscrits       | Inscrits                     | Inscrits       | 60 149       | 100,00       | 60 147      | 100,00      |  |
| Abstentions    | Abstentions                  | Abstentions    | 27 221       | 45,26        | 26 978      | 44,85       |  |
| Votants        | Votants                      | Votants        | 32 928       | 54,74        | 33 169      | 55,15       |  |
| Blancs et nuls | Blancs et nuls               | Blancs et nuls | 730          | 2,22         | 1 790       | 5,4         |  |
| Exprimés       | Exprimés                     | Exprimés       | 32 198       | 97,78        | 31 379      | 94,6        |  |

#### Deuxième circonscription (Amiens-Sud)
| Candidat       | Candidat                    | Parti          | Premier tour | Premier tour | Second tour | Second tour |  |
| Candidat       | Candidat                    | Parti          | Voix         | %            | Voix        | %           |  |
| -------------- | --------------------------- | -------------- | ------------ | ------------ | ----------- | ----------- |  |
|                | Olivier Jardé sortant réélu | NC             | 16 828       | 45,72        | 19 181      | 52,82       |  |
|                | Sarah Thuilliez             | PS             | 9 646        | 26,21        | 17 131      | 47,18       |  |
|                | André Chevance              | UDF–MoDem      | 2 083        | 5,66         |             |             |  |
|                | Catherine Châtelain         | FN             | 1 833        | 4,98         |             |             |  |
|                | Christophe Porquier         | Les Verts      | 1 610        | 4,37         |             |             |  |
|                | Patrick Le Scouëzec         | COM            | 978          | 2,66         |             |             |  |
|                | Édouard Krysztoforski       | Divers gauche  | 886          | 2,41         |             |             |  |
|                | Fabienne Debeauvais         | PCF            | 559          | 1,52         |             |             |  |
|                | Francis Dollé               | MPF            | 492          | 1,34         |             |             |  |
|                | Nathalie Lefebvre           | CPNT           | 491          | 1,33         |             |             |  |
|                | Dominique Scaglia           | LO             | 434          | 1,18         |             |             |  |
|                | Alfreda Kassuba             | LT-LNÉ         | 365          | 1,13         |             |             |  |
|                | Moussa Abdellatif           | Divers droite  | 432          | 1,17         |             |             |  |
|                | Jacques Goffinon            | MRC            | 306          | 0,83         |             |             |  |
|                | Serge Delannoy              | MNR            | 189          | 0,51         |             |             |  |
|                | François Richer             | Sans étiquette | 40           | 0,11         |             |             |  |
|                |                             |                |              |              |             |             |  |
| Inscrits       | Inscrits                    | Inscrits       | 64 508       | 100,00       | 64 508      | 100,00      |  |
| Abstentions    | Abstentions                 | Abstentions    | 26 948       | 41,77        | 27 147      | 42,08       |  |
| Votants        | Votants                     | Votants        | 37 560       | 58,23        | 37 361      | 57,92       |  |
| Blancs et nuls | Blancs et nuls              | Blancs et nuls | 753          | 2            | 1 049       | 2,81        |  |
| Exprimés       | Exprimés                    | Exprimés       | 36 807       | 98           | 36 312      | 97,19       |  |

#### Troisième circonscription (Friville-Escarbotin)
| Candidat       | Candidat                    | Parti                | Premier tour | Premier tour | Second tour | Second tour |  |
| Candidat       | Candidat                    | Parti                | Voix         | %            | Voix        | %           |  |
| -------------- | --------------------------- | -------------------- | ------------ | ------------ | ----------- | ----------- |  |
|                | Jérôme Bignon sortant réélu | UMP                  | 18 789       | 40,65        | 23 703      | 50,15       |  |
|                | Vincent Peillon             | PS                   | 13 665       | 29,56        | 23 560      | 49,85       |  |
|                | Jacques Pecquery            | PCF                  | 4 539        | 9,82         |             |             |  |
|                | Nathalie Huiart             | CPNT                 | 3 192        | 6,91         |             |             |  |
|                | Chantal Joly                | FN                   | 2 149        | 4,65         |             |             |  |
|                | Claude Thuilliez            | UDF–MoDem            | 1 109        | 2,40         |             |             |  |
|                | Sylvie Amestoy              | Extrême gauche (LCR) | 864          | 1,87         |             |             |  |
|                | Émilie Thérouin             | Les Verts            | 621          | 1,34         |             |             |  |
|                | Caroline Derec              | Extrême gauche (LO)  | 536          | 1,16         |             |             |  |
|                | Geneviève Giret             | MPF                  | 330          | 0,71         |             |             |  |
|                | Marie-Paule Michaud         | Extrême droite (MNR) | 230          | 0,50         |             |             |  |
|                | Véronique Viltart           | Divers               | 203          | 0,44         |             |             |  |
|                |                             |                      |              |              |             |             |  |
| Inscrits       | Inscrits                    | Inscrits             | 68 506       | 100,00       | 68 485      | 100,00      |  |
| Abstentions    | Abstentions                 | Abstentions          | 21 084       | 30,78        | 19 374      | 28,29       |  |
| Votants        | Votants                     | Votants              | 47 422       | 69,22        | 49 111      | 71,71       |  |
| Blancs et nuls | Blancs et nuls              | Blancs et nuls       | 1 195        | 2,52         | 1 848       | 3,76        |  |
| Exprimés       | Exprimés                    | Exprimés             | 46 227       | 97,48        | 47 263      | 96,24       |  |

#### Quatrième circonscription (Abbeville)
| Candidat       | Candidat             | Parti          | Premier tour | Premier tour | Second tour | Second tour |  |
| Candidat       | Candidat             | Parti          | Voix         | %            | Voix        | %           |  |
| -------------- | -------------------- | -------------- | ------------ | ------------ | ----------- | ----------- |  |
|                | Joël Hart sortant    | UMP            | 17 236       | 38,17        | 22 077      | 48,38       |  |
|                | Gilbert Mathon élu   | PS             | 11 790       | 26,11        | 23 555      | 51,62       |  |
|                | Renaud Blondin       | CPNT           | 3 648        | 8,08         |             |             |  |
|                | Alexandra Mériguet   | FN             | 2 618        | 5,8          |             |             |  |
|                | François Vasseur     | UDF–MoDem      | 2 487        | 5,51         |             |             |  |
|                | Francis Hammel       | MRC            | 1 709        | 3,79         |             |             |  |
|                | Laurent Van Elslande | Les Verts      | 1 245        | 2,76         |             |             |  |
|                | Patrick Sellier      | diss. PCF      | 1 069        | 2,37         |             |             |  |
|                | Frank Moncomble      | Les Verts      | 665          | 1,47         |             |             |  |
|                | Anne-Marie Mardyla   | MPF            | 553          | 1,22         |             |             |  |
|                | Jean-Claude Monflier | PCF            | 531          | 1,18         |             |             |  |
|                | Pierre Brissy        | PRG            | 452          | 1            |             |             |  |
|                | Paul Palacio         | LO             | 443          | 0,98         |             |             |  |
|                | Alex Hembert         | PT             | 323          | 0,72         |             |             |  |
|                | Jean-Louis Greau     | Divers         | 192          | 0,43         |             |             |  |
|                | Grégoire Demay       | MNR            | 189          | 0,42         |             |             |  |
|                |                      |                |              |              |             |             |  |
| Inscrits       | Inscrits             | Inscrits       | 73 104       | 100,00       | 73 099      | 100,00      |  |
| Abstentions    | Abstentions          | Abstentions    | 26 190       | 35,83        | 25 369      | 34,7        |  |
| Votants        | Votants              | Votants        | 46 914       | 64,17        | 47 730      | 65,3        |  |
| Blancs et nuls | Blancs et nuls       | Blancs et nuls | 1 764        | 3,76         | 2 098       | 4,4         |  |
| Exprimés       | Exprimés             | Exprimés       | 45 150       | 96,24        | 45 632      | 95,6        |  |

#### Cinquième circonscription (Péronne)
| Candidat       | Candidat                       | Parti                                      | Premier tour | Premier tour | Second tour | Second tour |  |
| Candidat       | Candidat                       | Parti                                      | Voix         | %            | Voix        | %           |  |
| -------------- | ------------------------------ | ------------------------------------------ | ------------ | ------------ | ----------- | ----------- |  |
|                | Stéphane Demilly sortant réélu | NC (UMP)                                   | 20 357       | 49,02        | 22 995      | 55,47       |  |
|                | Valérie Kumm                   | PS                                         | 11 198       | 26,96        | 18 459      | 44,53       |  |
|                | Jean-Philippe Jardin           | FN                                         | 2 398        | 5,77         |             |             |  |
|                | Romain Cauët                   | UDF–MoDem                                  | 1 687        | 4,06         |             |             |  |
|                | Olivier Chapuis-Roux           | PCF                                        | 1 087        | 2,62         |             |             |  |
|                | Dominique Lefebvre             | CPNT                                       | 1 040        | 2,50         |             |             |  |
|                | Angelo Ondicana                | Divers gauche (Communistes en Somme (CES)) | 919          | 2,21         |             |             |  |
|                | Danièle Dollé                  | Extrême gauche (LCR)                       | 816          | 1,96         |             |             |  |
|                | Hélène Launay                  | Extrême gauche (LO)                        | 575          | 1,38         |             |             |  |
|                | Philippe Bocquet               | Les Verts                                  | 541          | 1,30         |             |             |  |
|                | Jean-Louis Renard              | MPF                                        | 508          | 1,22         |             |             |  |
|                | Claude Dauby                   | Extrême droite (MNR)                       | 223          | 0,54         |             |             |  |
|                | Dominique Benoît               | Divers (FEA)                               | 182          | 0,44         |             |             |  |
|                |                                |                                            |              |              |             |             |  |
| Inscrits       | Inscrits                       | Inscrits                                   | 66 061       | 100,00       | 66 051      | 100,00      |  |
| Abstentions    | Abstentions                    | Abstentions                                | 23 692       | 35,86        | 23 483      | 35,55       |  |
| Votants        | Votants                        | Votants                                    | 42 369       | 64,14        | 42 568      | 64,45       |  |
| Blancs et nuls | Blancs et nuls                 | Blancs et nuls                             | 838          | 1,98         | 1 114       | 2,62        |  |
| Exprimés       | Exprimés                       | Exprimés                                   | 41 531       | 98,02        | 41 454      | 97,38       |  |

#### Sixième circonscription (Roye)
| Candidat       | Candidat                        | Parti          | Premier tour | Premier tour | Second tour | Second tour |  |
| Candidat       | Candidat                        | Parti          | Voix         | %            | Voix        | %           |  |
| -------------- | ------------------------------- | -------------- | ------------ | ------------ | ----------- | ----------- |  |
|                | Alain Gest sortant réélu        | UMP            | 21 573       | 43,07        | 25 136      | 50,65       |  |
|                | Jacques Fleury                  | PS             | 16 003       | 31,95        | 24 492      | 49,35       |  |
|                | Patrice Dalrue                  | FN             | 3 192        | 6,35         |             |             |  |
|                | France Mathieu                  | UDF–MoDem      | 2 487        | 4,96         |             |             |  |
|                | Pascal Dacheux                  | Les Verts      | 1 189        | 2,96         |             |             |  |
|                | Monique Lenne                   | CPNT           | 1 174        | 2,83         |             |             |  |
|                | Frédéric Lemoine                | diss. PCF      | 1 243        | 2,48         |             |             |  |
|                | Jean-Christophe Iriarte Arriola | LCR            | 985          | 1,97         |             |             |  |
|                | Yves Puig                       | LO             | 536          | 1,07         |             |             |  |
|                | Martine Daoust                  | MPF            | 445          | 0,89         |             |             |  |
|                | Eliane Géneau de Lamarlière     | Divers         | 276          | 0,55         |             |             |  |
|                | Jacqueline Bouvet               | MNR            | 252          | 0,5          |             |             |  |
|                | Éric Lavoisier                  | PCF            | 168          | 0,34         |             |             |  |
|                | Pierre Rullier                  | Divers droite  | 40           | 0,08         |             |             |  |
|                |                                 |                |              |              |             |             |  |
| Inscrits       | Inscrits                        | Inscrits       | 78 879       | 100,00       | 78 871      | 100,00      |  |
| Abstentions    | Abstentions                     | Abstentions    | 27 738       | 35,17        | 27 328      | 34,65       |  |
| Votants        | Votants                         | Votants        | 51 141       | 64,83        | 51 543      | 65,35       |  |
| Blancs et nuls | Blancs et nuls                  | Blancs et nuls | 1 048        | 2,05         | 1 915       | 3,72        |  |
| Exprimés       | Exprimés                        | Exprimés       | 50 093       | 97,95        | 49 628      | 96,28       |  |